# Табашник Катерина Олександрівна
Катерина Олександрівна Табашник (15 червня 1994, Харків, Україна) — українська легкоатлетка, що спеціалізується на стрибках у висоту. Майстер спорту України міжнародного класу (2017).

## Основні досягнення
| Рік  | Чемпіонат                      | Місце проведення        | Місце    | Результат |
| ---- | ------------------------------ | ----------------------- | -------- | --------- |
| 2011 | Чемпіонат світу серед юнаків   | Лілль, Франція          | 17 (q)   | 1.67 м    |
| 2013 | Чемпіонат Європи в приміщенні  | Гетеборг, Швеція        | 18 (q)   | 1.80 м    |
| 2013 | Чемпіонат Європи серед юніорів | Рієті, Італія           | 1        | 1.90 м    |
| 2018 | Чемпіонат Європи               | Берлін, Німеччина       | 5        | 1.94 м    |
| 2019 | Чемпіонат Європи в приміщенні  | Глазго, Велика Британія | 4        | 1.97 м    |
| 2023 | Чемпіонат Європи в приміщенні  | Стамбул, Туреччина      | 3        | 1.94 м    |
| 2025 | Чемпіонат Європи в приміщенні  | Апелдорн, Нідерланди    | 11 (кв.) | 1.85 м    |

## Сім'я
Мати Катерини загинула 18 серпня 2022 року внаслідок артилерійського обстрілу Харкова Збройними силами РФ.